# Cristiano Spadoni
Cristiano Spadoni (Roma, 14 luglio 1974) è un fumettista italiano.

## Biografia
Disegnatore e illustratore, realizza bozzetti di costumi per il teatro e per il cinema . Copertinista (dal n. 158) e disegnatore  di Julia - Le avventure di una criminologa, mensile a fumetti della Sergio Bonelli Editore ideato e scritto da Giancarlo Berardi. Per lo stesso editore ha lavorato sulle pagine di Demian e di Magico Vento.